# Козаровка (Черкасская область)
Коза́ровка (укр. Козарівка) — село в Каневском районе Черкасской области Украины. Население по переписи 2001 года составляло 312 человек. Занимает площадь 1,71 км². Почтовый индекс — 19016. Телефонный код — 4736.

## Местный совет
19016, Черкасская область, Каневский район, село Козаровка.

## Известные жители и уроженцы
- Сакун, Фёдор Павлович (род. 1929) — Герой Социалистического Труда.
- Сафонов Анатолий Николаевич (1947—1999). Ученый в области лазерных технологий. Родился в Краснодарском крае, в возрасте 2 лет переехал с матерью в Козаровку (мать — уроженка села). Детство и юность прошла в Козаровке. В 1972 г. окончил МВТУ им. Н.Э. Баумана. Доктор технических наук, профессор, директор НИИ конструкционных материалов и технологических процессов МГТУ им. Н.Э. Баумана. Академик Лазерной Академии наук РФ. Автор 270 научных работ в области материаловедения, лазерной техники и технологии. В 1999 г. погиб в ДТП. На школе, где он учился, установлена памятная доска.